# Hypodactylus lucida
Hypodactylus lucida es una especie de anfibio anuro de la familia Strabomantidae. Es  endémica de Perú. Se encuentra amenazada de extinción por la pérdida de su hábitat natural.